# Susan Howe
Pour les articles homonymes, voir Howe.
Susan Elizabeth Howe, née le 10 juin 1937 à Boston dans l'État du Massachusetts, est une peintre, poète, professeure d'université, essayiste et critique littéraire américaine, appartenant au mouvement avant-gardiste et postmoderne américain.

## Biographie

### Jeunesse et formation

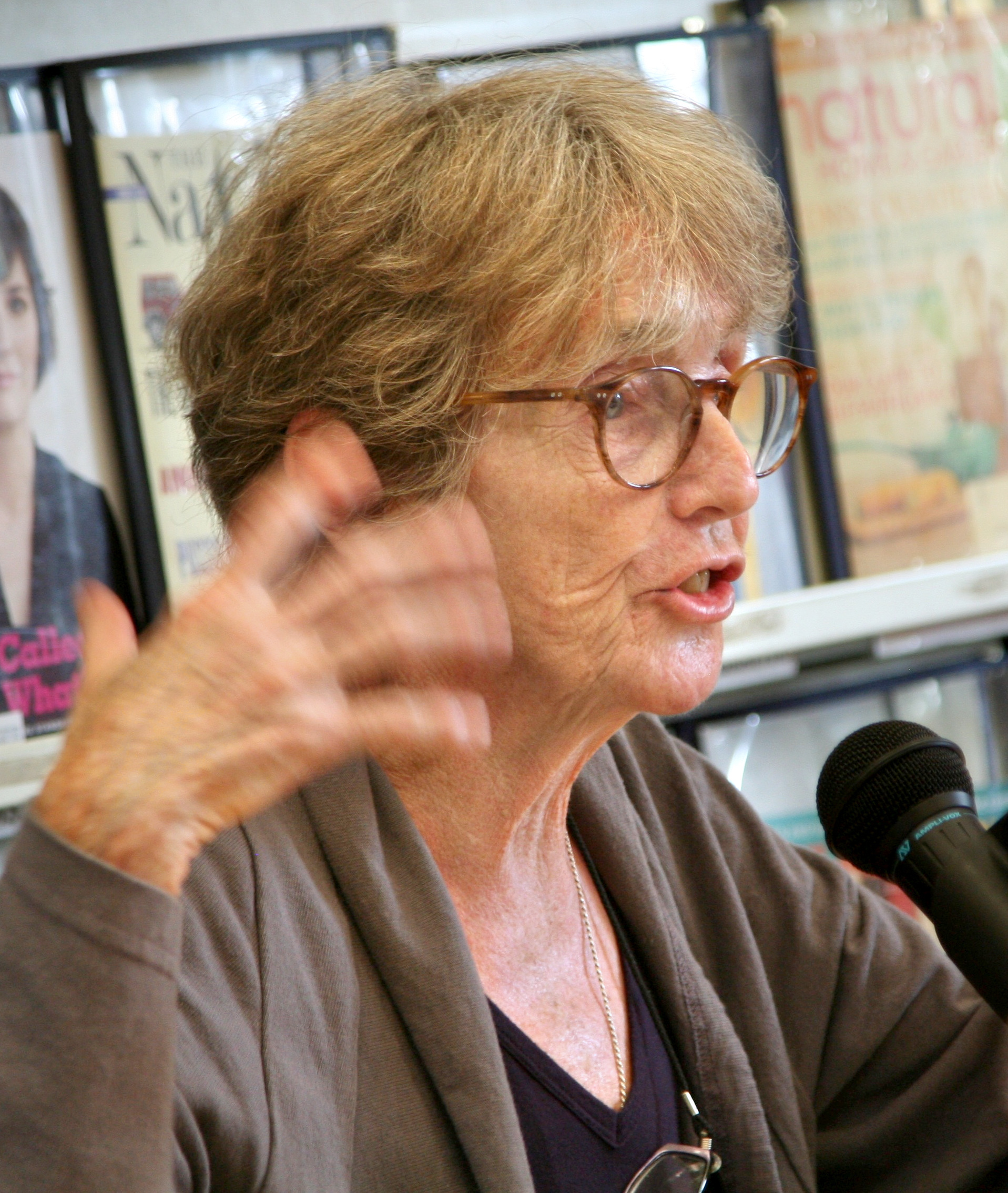
Fanny Howe.

Susan Howe est la fille de Mary Manning (en), une immigrée irlandaise, romancière, dramaturge, critique de théâtre et scénariste, metteur en scène et productrice de cinéma qui s'est installée à Boston en 1935, et de Mark de Wolf Howe, un juriste. Le couple Manning-Howe a eu trois filles : Fanny, Susan et Helen Howe (à ne pas confondre avec sa tante Helen Howe (en) la fille de Mark Antony De Wolfe (en)). La personnalité des parents influence fortement le développement des goûts esthétiques et des compétences littéraires et artistiques de leurs filles,.
En 1933, Mark de Wolf Howe est admis au barreau du Massachusetts, la famille Howe s'installe à Boston, puis il est nommé en 1937, professeur de droit à l'University at Buffalo Law School (en). Après sa nomination à l'université Harvard en 1945, la famille s'installe dans le Massachusetts à Cambridge,,,.

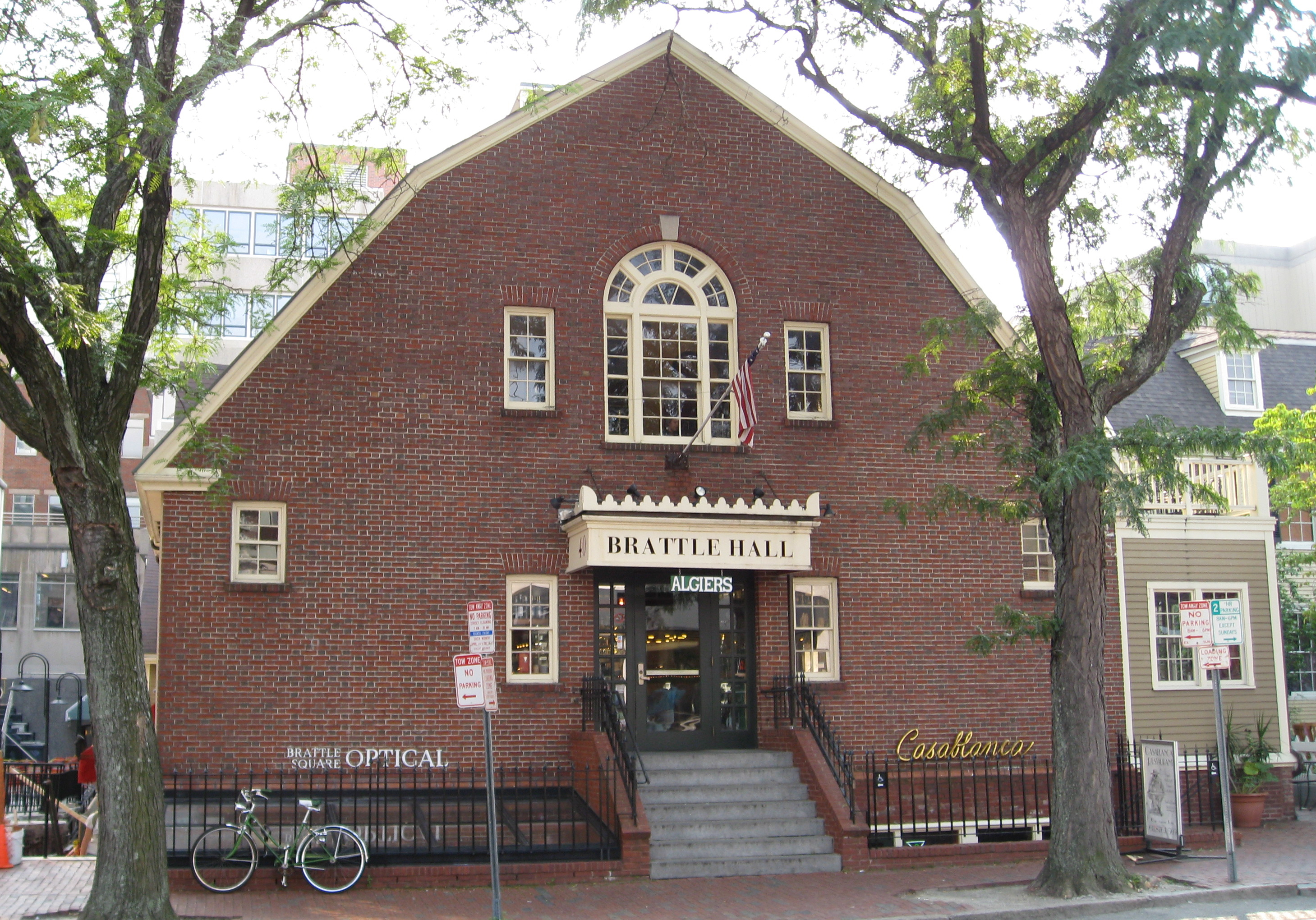
BrattleTheatre.

L'enfance de Susan Howe est marquée par les événements de la Seconde Guerre mondiale ; elle visitait le zoo de Buffalo le jour de l'attaque de Pearl Harbor. Elle subit l'absence de son père qui participe au conflit en mettant en place des gouvernements militaires en Afrique du Nord, Italie et France. Durant le conflit, sa mère Mary Manning Howe donne des cours d'art dramatique au Radcliffe College puis rejoint le Brattle Theatre (en) voisin,.
Susan Howe suit ses études secondaires à la Beaver Country Day School (en) de Chestnut Hill à proximité de Boston dont elle sort diplômée en 1955. Cette même année, elle part en Irlande pour suivre un an de cours au Gate Theater de Dublin, où sa mère avait fait ses débuts. Elle y apprend la comédie et le métier de décoratrice,,,,.
De retour aux États-Unis, elle tente une carrière d’actrice en travaillant pour un théâtre de New York, mais sans succès convaincant, aussi décide-t-elle de changer d'orientation et en 1957, elle pose sa candidature auprès de la School of the Museum of Fine Arts at Tufts (en) de Boston qui l'accepte. En 1961, Susan Howe y obtient un Master of Fine Arts,,,.

### Carrière

#### Peintre (1961-1974)

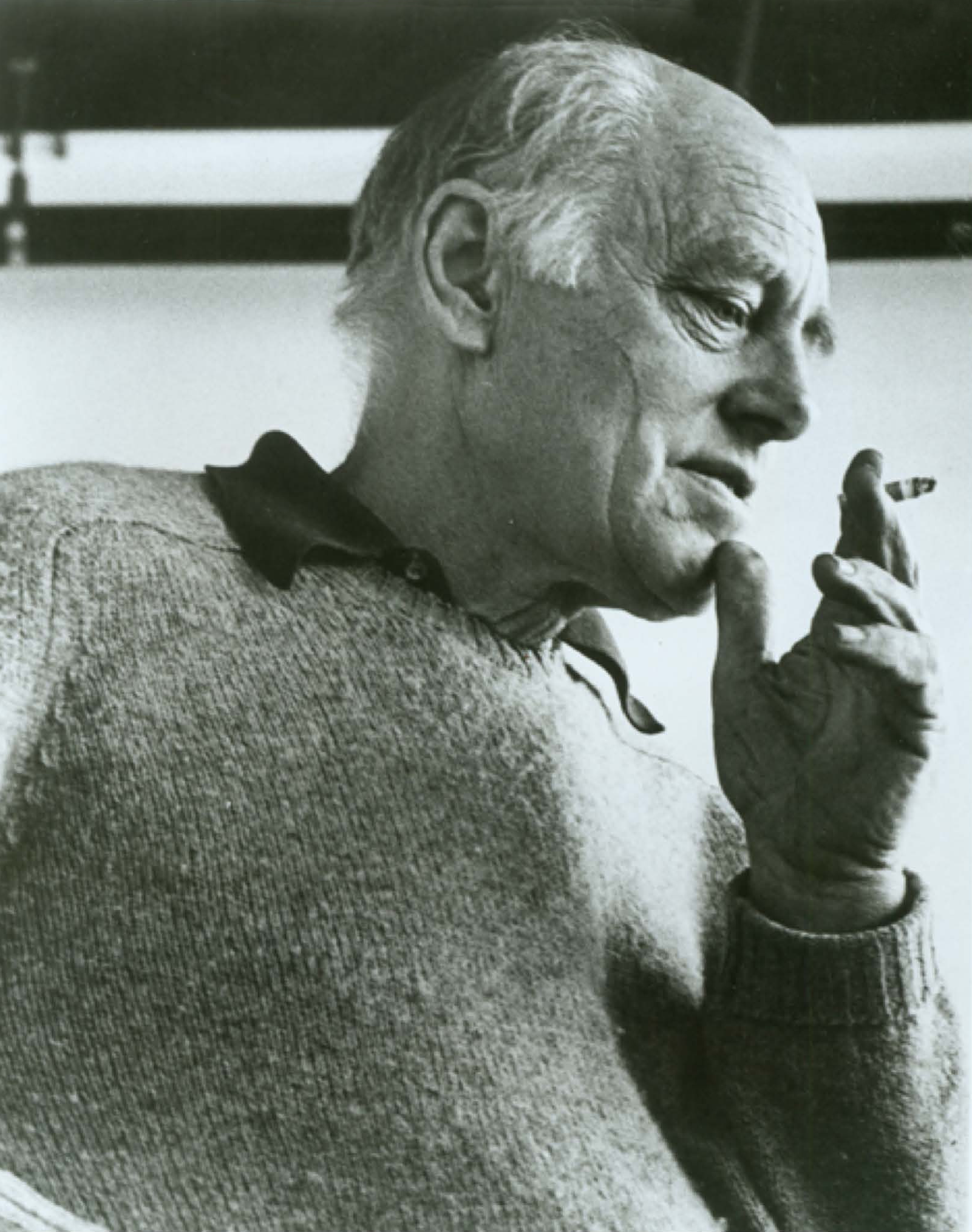
David von Schlegell.

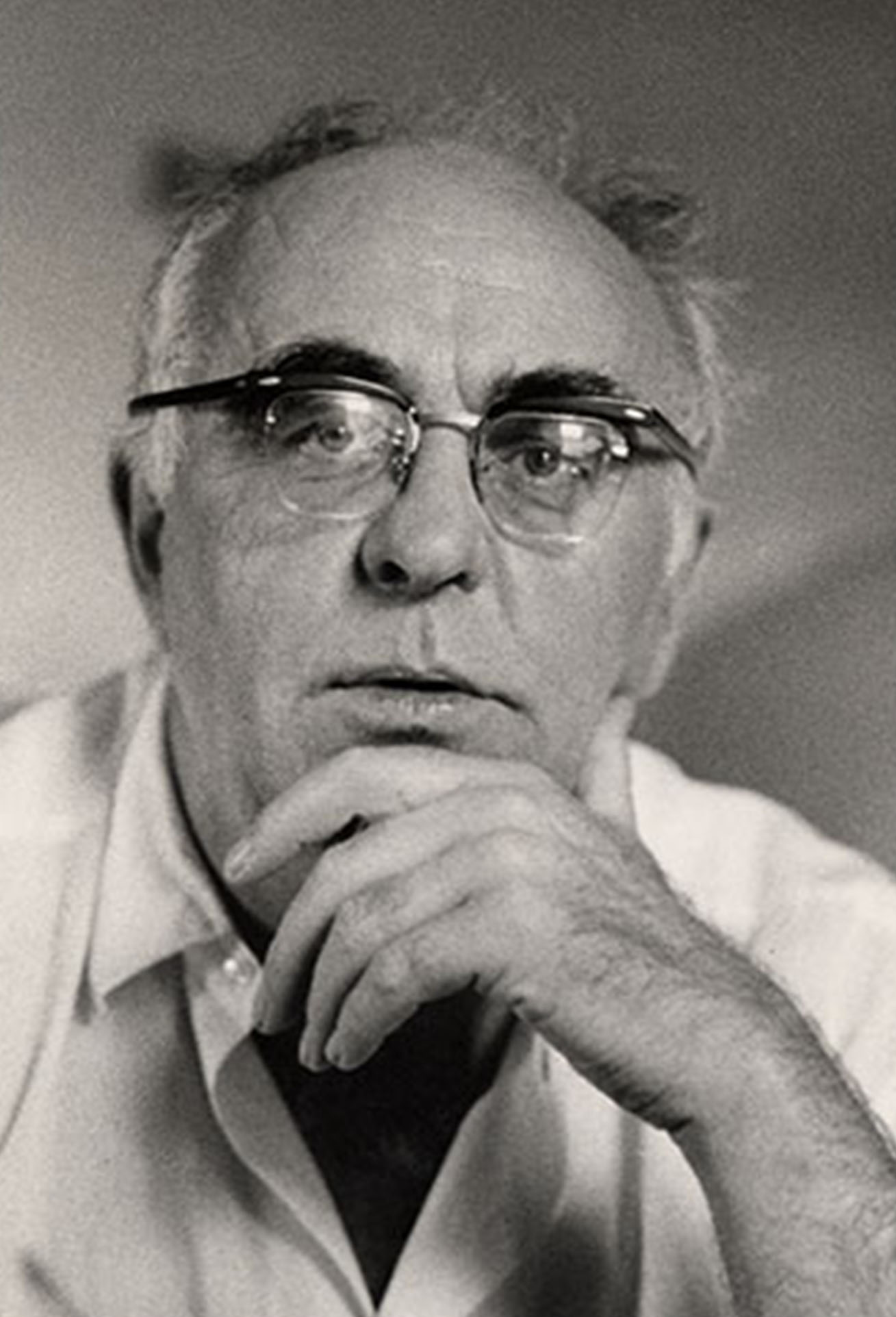
Charles Olson.

Après ses études universitaires, en 1961, Susan Howe, commence une carrière d'artiste peintre, elle connait une notoriété qui lui permet d'exposer ses œuvres dans diverses galeries d'art, dont celle tenue par Jill Kornblee à Manhattan,,.
Cette même année 1961, Susan Howe épouse le peintre Harvey Quaytman (en). Après la naissance de leur fille Rebecca à Boston, ils partent vivre à un an Londres. De retour aux États-Unis, ils s'installent à Cambridge, où Susan Howe donne des cours d'arts visuel dans une école pour filles.
En 1964, la famille déménage à New York. Là Susan Howe fait la connaissance des acteurs de l'avant-garde minimaliste et du pop art de New York : John Cage, Robert Morris, Ellsworth Kelly, Andy Warhol, Richard Serra,.
Ces rencontres vont influencer et modifier sa composition de ses œuvres, elle commence à incorporer des mots soit en les peignant, soit par des collages. Choix esthétiques qui la conduit à s’intéresser à la poésie expérimentale,.
En 1965, elle fait la connaissance du sculpteur et artiste plasticien minimaliste David von Schlegell (en), relation qui conduit à la rupture d'avec Harvey Quaytman, ils divorcent en 1966. En vivant avec David von Schlegel, Susan Howe rencontre ses collègues Donald Judd, Carl André, Robert Grosvenor et Ronald Bladen. en observant David von Schlegel qui fait des sculptures en mariant des matériaux industriels briques, plexiglas, bois, aluminium, Susan Howe commence à faire des livres artistiques où elle mêle des aquarelles avec des photographies et des listes de mots. Pratique qui la conduit à réaliser des artbooks où chaque page est une hybridation de textes et de dessins, créations qui suscitent l'intérêt de Charles Olson,,,.

#### Poète

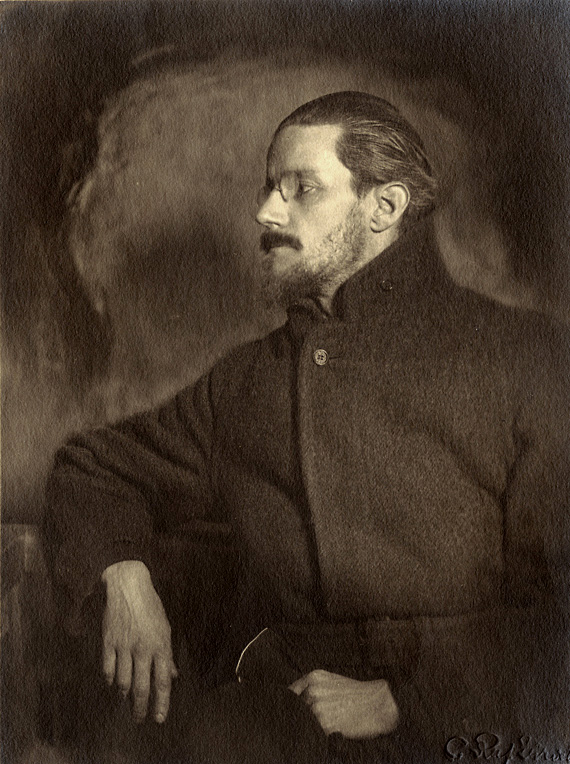
James Joyce.

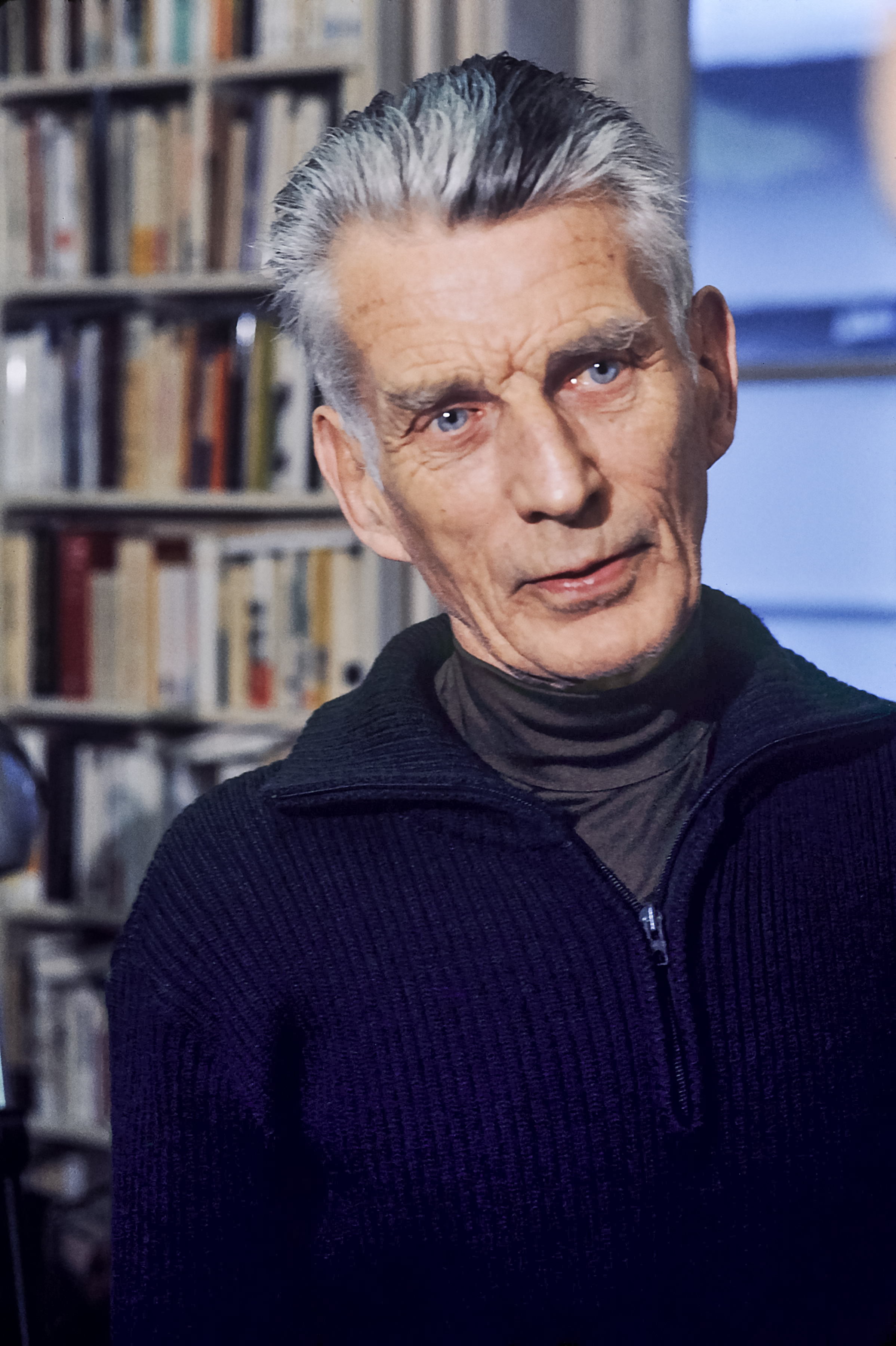
Samuel Beckett.

##### Premiers recueils de poèmes (1974-1980)
Sur les conseils de Charles Olson, Susan Howe se lance dans la poésie, elle se fait connaître par la publication de son premier recueil de poèmes Hinge Picture en 1974, par la petite maison d'édition Telephone Books dirigée par la poète Maureen Owen (en), ensemble de poèmes inspirés par les œuvres de Ad Reinhardt, Virgil Finlay et de Robert Lax. Hinge Picture (« Image articulée ») s’ouvre par une citation issue issue du Green Book de Marcel Duchamp,, un ensemble de clichés photomécaniques réalisés à partir de compositions faites sur papier ou par des assemblages d'objets récupérés dans des poubelles,.
Les deux livres qui suivent,The Western Borders et Secret History of the Dividing Line sont deux longs poèmes entrecoupés par de courtes poésies.
The Western Borders commence par une évocation de l’Irlande et l'invocation de sandycove qui est une allusion à un épisode du roman Ulysse de James Joyce, long poème qui est comme la voix d'un narrateur qui s’immobilise, comme paralysé avant de reprendre dans le style de Samuel Beckett. Le titre de The Western Borders (« Les frontières de l'Ouest ») est choisi parce que pour Susan Howe, la rencontre du lecteur avec le texte est comparable avec la rencontre du colon face à la sauvagerie de l'Ouest américain. Pour elle, la colonisation du Nouveau Monde est précaire parce que toujours à la limite entre civilisation et sauvagerie, le connu et l'inconnu, l'organisé et le chaos.
Le second livre Secret History of the Dividing Line (« Histoire secrète de la ligne de démarcation ») fait référence au récit de William Byrd II, The History of the Dividing Line (en), une chronique de 1728, où William Byrd narre les démêlés entre les habitants de la Virginie et de la Caroline du Nord pour fixer une frontière définitive entre les deux territoires. Incertitude reprenant celle des frontières exposées dans The Western Borders. La couverture de Secret History of the Dividing Line est illustrée par une page issue du traité The Practice of Perspective or, an Easy Method of Representing Natural Objects According to the Rules of Art, écrit par le mathématicien français Jean Du Breuil, illustration faites de lignes séparatrices, de diagrammes de lignes et de rangées d'arbres donnant divers point de fuite selon les perspectives. Illustration de la venue de Christophe Colomb et qui induit des points de vue culturels différents des peuples autochtones, mettant ainsi le doigt sur les frontières s'appuyant sur des mensonges cachés,.

##### Percée (1980-1990)

Charles Bernstein.

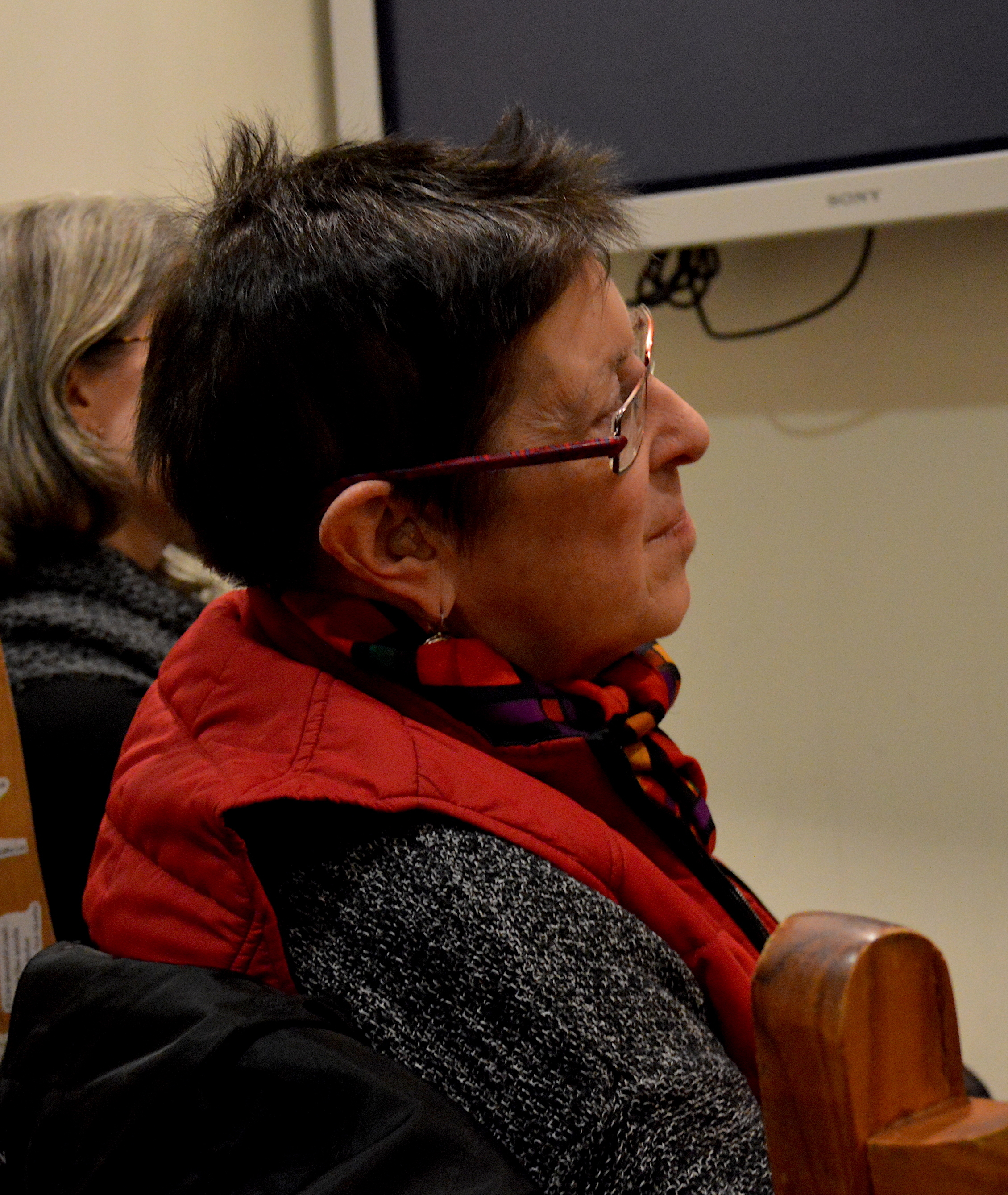
Rachel Blau DuPlessis.

Avec la publication de The Liberties, Pythagorean Silence et de la Defenestration of Prague, Susan Howe attire l'attention de Bruce Andrews (en), Charles Bernstein et de Ron Silliman, tous les trois sont des représentants du mouvement poétique Language poets (en) et rédacteurs de la revue Language (magazine) (en),,,,.
Dans ces trois recueils, Susan Howe brise l'image du consensus américain pour donner accès aux zones obscures de l'histoire, les voix anonymes qui n'ont pu s'articuler, celles des femmes, des peuples autochtones, des minorités religieuses et autres voix réprimées. Voix qui surgissent du silence. Selon la critique littéraire Rachel Blau DuPlessis (en) « Howes fonde sa poétique sur l'évocation du silence et de ce qu'il fait entendre, comme un trope pour une pratique anti-autoritaire. ». Comme elle le souligne, c'est son féminisme qui lui permet de faire place à toutes les personnes marginalisées, celles dont on ne connait rien, sur lesquelles on n'a rien écrit, celles effacées, exclues, reléguées dans les zones d'ombre de l'histoire, au delà des points de fuite.
Dans la préface de Pythagorean Silence, Susan Howe précise son style d'écriture poétique : variation de la typographie des mots, l'espace entre chaque mot pour suggérer des variations de la voix, des interprétations, des variations de vocabulaire pour rythmer la lecture en plus des rimes, inscrire l'oralité expressive du langage sur l'espace d'une page. D'où les rapprochements de son style avec l'improvisation du Jazz,.
Pythagorean Silence s'ouvre une section faisant référence à un souvenir d'enfance de Susan Howe, celui où elle visitait avec son père le Zoo de Buffalo (Etat de New York) (en) visite qui s'est faite le même jour de l'annonce de l'attaque nippone sur Pearl Harbour. Elle écrit ce souvenir en faisant part de toutes les associations qui se sont entrechoquées et qu'elle a pu faire ce jour-là comme le massacre des Innocents par le roi Hérode, ses méditations tourne autour de ce souvenir, le reprennent pour exprimer le plus profond de son expérience, médiations, selon le critique John Taggart (en), semblables aux soliloques d'Hamlet, chaque page est structurée pour faire lire et entendre ses méditations.

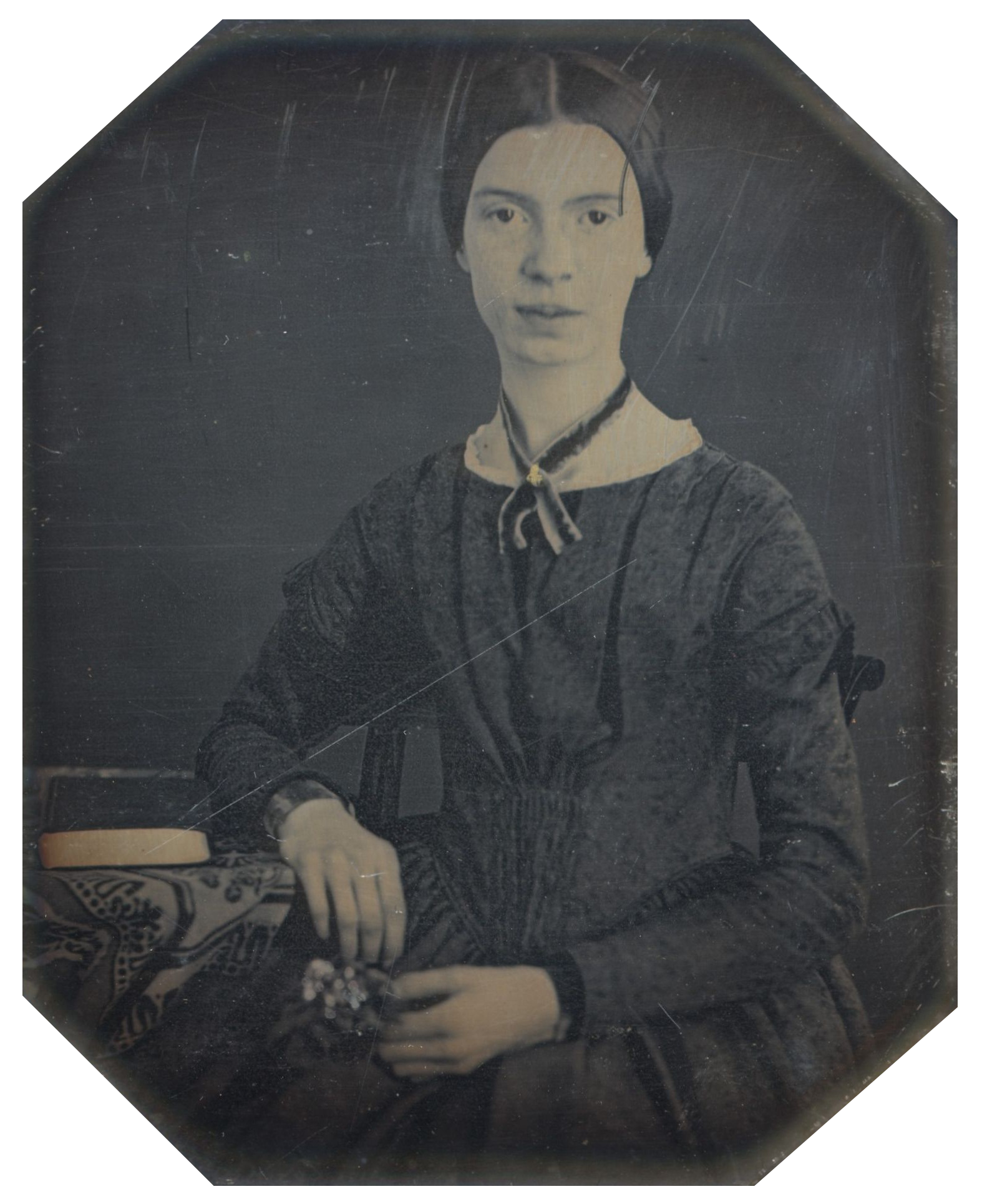
Emily Dickinson.

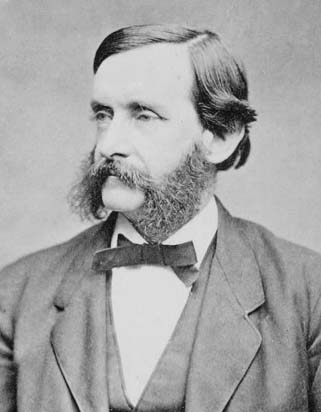
Thomas Wentworth Higginson.

##### My Emily Dickinson
En 1985 Susan Howe publie son premier essai de, My Emily Dickinson, dont l'écriture oscille entre la poésie, la prose et la critique littéraire, procédé qui brise les limites des conventions de la critique universitaire. Elle compare son approche d'Emily Dickinson aux liens qu'entretenait Henry David Thoreau à la rivière Concord, lieu privilégié de son inspiration. Pour Susan Howe, Emily Dickinson est sa rivière Concord à elle, dans la mesure où ses écrits sont un flot charriant différents éléments comme le Calvinisme incarné par les écrits de Mary Rowlandson, de Jonathan Edwards, de Cotton Mather, la littérature britannique du XIXe siècle des sœurs Brontë à Elizabeth Barrett et Robert Browning, les auteurs classiques de la littérature britannique comme Shakespeare, Milton et le radicalisme de l'abolitionniste Thomas Wentworth Higginson. Ce qui expliquerait pour Susan Howe, le choix d'Emily Dickinson de ne pas être publiée. Le regard jeté par Susan Howe révèle Emily Dickinson et l'Emily Dickinson révélée révèle Susan Howe,.

##### Reconnaissance (1980-1987)
En 1981, Susan Howe est la lauréate de l'American Book Award  décerné par la Before Columbus Foundation (en) récompensant son recueil de poèmes Secret History of the Dividing Line. Elle reçoit le même prix en 1986 pour son essai My Emily Dickinson. En 1985, Susan Howe fait partie des dix poètes américains invités à participer au « Colloque de la Nouvelle Poétique » qui se tient à Vancouver dans la province canadienne de la Colombie-Britannique, elle y est à nouveau invitée en 1987, mais cette fois-ci en tant qu'artiste en résidence et en 1988, elle reçoit une bourse de chercheuse enseignante auprès de l'université d'État de New York à Buffalo,.

##### Consécration (1999-2018)
La qualité de son œuvre la fait admettre dans deux des plus prestigieuses sociétés littéraires américaines, en 1999 à l'American Academy of Arts and Sciences et en 2001 à l'Academy of American Poets et sera récompensée par trois des plus grands prix littéraires décernés à des poètes :  le Bollingen Prize en 2011, la médaille Robert Frost en 2017 et le Griffin Poetry Prize en 2018.

#### Carrière universitaire
À partir de 1988, elle commence une carrière d'enseignante dans diverses universités américaines plus particulièrement à l'université d'État de New York à Buffalo où elle tient la chaire de poésie Samuel P. Capen (en)  jusqu'à sa retraite en 2007,,.
En 2008, l'université de Chicago lui offre la chaire Pearl Andelson Sherry Memorial Poetry Reading and Lecture pour faire régulièrement des conférences,.
En 2009, l'American Academy in Berlin (en) lui offre la bourse Anna-Maria and Stephen M. Kellen Fellowship, pour qu'elle vienne donner des conférences à Berlin.

### Vie privée
En 1961, Susan Howe épouse le peintre Harvey Quaytman, le couple divorce en 1966, ils ont deux filles Emma, et la peintre R. H. Quaytman (en) (Rebecca Howe Quaytman),,.
À partir de 1967, elle vit avec l'artiste plasticien David von Schlegell (en), ils se marient en 1976, ils sont unis jusqu'au décès de David von Schlegel en 1992, ils ont un fils l'écrivain Mark von Schlegell (en),,.
Elle épouse en troisièmes noces le professeur de philosophie Peter Hewitt Hare (en), ils restent unis jusqu'au décès de Peter Hare en 2008,,.
Susan Howe vit à Guilford (Connecticut).

## Archives
Les archives de Susan Howe sont déposées et consultables à la Bibliothèque Beinecke de livres rares et manuscrits de l'université Yale dans le Connecticut et à la bibliothèque de l'université de Californie à San Diego.

## Œuvres

### Recueils de poèmes
- Hinge Picture, Telephone Books, 1974, 42 p. (OCLC 19363784),
- Chanting at the Crystal Sea, Fire Exit/William Corbett, 1975, 14 p. (OCLC 23831302)[43],
- The Western Borders : Batı Sınırları, Californie, Tuumba / Nod Yayınlar, 1976, rééd. septembre 2015, 28 p. (ISBN 9786058499744, lire en ligne),
- Secret History of the Dividing Line, Telephone Books, 1978, 40 p. (ISBN 9780916382186),
- Cabbage Gardens, Fathom Press, 1979, 14 p. (OCLC 5989886)[44],
- The Liberties (ill. David Von Schlegell), Guilford, Connecticut, Loon Books, 1980, 83 p. (OCLC 8043900),
- Pythagorean Silence, New York, Montemora Foundation, coll. « Montemora supplement », 1982, 80 p. (ISBN 9780935528046, OCLC 8763687, lire en ligne)[45],
- Defenestration of Prague, New York, Kulchur Foundation, 1er janvier 1983, 126 p. (ISBN 9780936538068),
- Articulation of Sound Forms in, Windsor, Vermont, Awede Press, 1987, rééd. 1 décembre 1989, 56 p. (ISBN 9780942433111),
- A Bibliography of the King's Book : or, Eikon Basilike, Providence, Rhode Island, Paradigm Press, 1989, 64 p. (ISBN 9780945926139, OCLC 255544047, lire en ligne)[46],
- Singularities, Hanover, New Hampshire, Wesleyan University Press, 1er octobre 1990, 70 p. (ISBN 9780819511942, lire en ligne),
- The Nonconformist's Memorial : Poems, New York, New Directions, coll. « New Directions paperbook » (no 755), 1993, 168 p. (ISBN 9780811212298, OCLC 904722758, lire en ligne),
- Frame Structures : Early Poems 1974-1979, New Directions, mai et 17 juin 1996, 122 p. (ISBN 9780811213226, lire en ligne),
- Pierce-Arrow, New York, New Directions, 17 juin 1999, 144 p. (ISBN 9780811214100, lire en ligne),
- Co-écrit Bee et Susan Bee, Bed Hangings, Granary Books, 15 mai 2001, 48 p. (ISBN 978-1-887123-47-1),
- The Europe of Trusts : Poetry, New Directions, 1987, rééd. 17 avril 2002, 218 p. (ISBN 9780811215077, lire en ligne)
- The Midnight, New York, New Directions, 17 mai 2003, 224 p. (ISBN 9780811215381, lire en ligne)[47],
- Souls of the Labadie Tract, New York, New Directions, 15 novembre 2007, 127 p. (ISBN 9780811217187, lire en ligne),
- Frolic Architecture (photogr. James Welling), Grenfell Press, 2010, 68 p. (OCLC 645961527),
- That This (photogr. James Welling), New York, New Directions, 29 décembre 2010, 112 p. (ISBN 9780811219181, lire en ligne),
- Sorting Facts; or, Nineteen Ways of Looking at Marker, New Directions, 17 janvier et 26 mars 2013, 48 p. (ISBN 978-0-8112-2039-2),
- Debths, New York, New Directions, 27 juin 2017, 144 p. (ISBN 9780811226851), Livre couronné par le Griffin International Poetry Prize en 2018[30],
- Concordance, New Directions, 26 mai 2020, 120 p. (ISBN 978-0-8112-2959-3),

### Romans et essais
- My Emily Dickinson, Berkeley, Californie, North Atlantic Books, 1985, rééd. 3 janvier 1995, 144 p. (ISBN 9780938190523, lire en ligne),
- The Birth-Mark : Unsettling the Wilderness in American Literary History, Hanover, New Hampshire, University Press of New England (réimpr. 2015) (1re éd. 1993), 212 p. (ISBN 9780819552563, OCLC 466616226, lire en ligne)[48],
- Spontaneous Particulars : The Telepathy of Archives, New York, New Directions / Christine Burgin, 14 octobre 2014, 80 p. (ISBN 9780811223751),
- The Quarry : Essays, New York, New Directions, coll. « New Directions paperbook » (no 1321), 2015, 236 p. (ISBN 9780811222464, lire en ligne),

### Articles

#### Années 1974-1999
- « The End of Art », Archives of American Art Journal, vol. 14, no 4,‎ 1974, p. 2-7 (6 pages) (lire en ligne ),
- « Sonnets », Ploughshares, vol. 2, no 1,‎ 1974, p. 109-110 (2 pages) (lire en ligne ),
- « Six Poems from "Articulation of Sound Forms in Time" », Conjunctions, no 6,‎ 1984, p. 38-41 (4 pages) (lire en ligne ),
- « Two Poems for H. D. 1886/1986 », The Iowa Review, vol. 16, no 3,‎ 1986, p. 229-231 (3 pages) (lire en ligne ),
- « Three Poems », Conjunctions, no 11,‎ 1988, p. 178-180 (3 pages) (lire en ligne ),
- « The Paleontologist with an Ear Infection », Brigham Young University Studies, vol. 29, no 2,‎ printemps 1989, p. 30 (1 page) (lire en ligne ),
- « The Nonconformist's Memorial », Conjunctions, no 15,‎ 1990, p. 100-109 (10 pages) (lire en ligne ),
- « Silence Wager Stories », The American Poetry Review, vol. 20, no 2,‎ mars - avril 1991, p. 14-15 (2 pages) (lire en ligne ),
- « Night Jogging in the City », Brigham Young University Studies, vol. 31, no 3,‎ été 1991, p. 30 (1 page) (lire en ligne ),
- « Mantis », Southwest Review, vol. 76, no 4,‎ automne 1991, p. 550 (1 page) (lire en ligne ),
- « Sophia Whispers », Prairie Schooner, vol. 66, no 3,‎ 1992, p. 112 (1 page) (lire en ligne ),
- « Melville's Marginalia », The American Poetry Review, vol. 22, no 1,‎ janvier - février 1993, p. 35-40 (6 pages) (lire en ligne ),
- Lynn Keller et Susan Howe, « An Interview with Susan Howe », Contemporary Literature, vol. 38, no 1,‎ printemps 1995, p. 1-34 (35 pages) (lire en ligne ),
- « From "Frame Structures" », The Iowa Review, vol. 26, no 2,‎ été 1996, p. 103-104 (2 pages) (lire en ligne ),
- « From "Arisbe" », Chicago Review, vol. 43, no 4,‎ 1997, p. 22-27 (6 pages) (lire en ligne ),
- « Renunciation Is a P[ei]rcing Virtue », Profession,‎ 1998, p. 51-61 (11 pages) (lire en ligne ),
- « Rückenfigur », Conjunctions, no 30,‎ 1998, p. 46-58 (13 pages) (lire en ligne ),

#### Années 2000-2019
- Susan Howe et Cole Swensen, « A Dialogue », Conjunctions, no 35,‎ 2000, p. 374-387 (14 pages) (lire en ligne ),
- « From "Preterient" », Conjunctions, no 35,‎ 2000, p. 361-367 (7 pages) (lire en ligne ),
- Peter Nicholls et Susan Howe, « "The Pastness of Landscape": Susan Howe's "Pierce-Arrow" », Contemporary Literature, vol. 43, no 3,‎ automne 2002, p. 441-460 (20 pages) (lire en ligne ),
- « A Large, American Gallinaceous Bird », Poetry, vol. 181, no 2,‎ décembre 2002, p. 152 (1 page) (lire en ligne ),
- « Your Luck Is about to Change », Poetry, vol. 181, no 2,‎ décembre 2002, p. 153 (1 page) (lire en ligne ),
- « Bed Brought out of Scotland », Conjunctions, no 41,‎ 2003, p. 63-70 (8 pages) (lire en ligne ),
- « Poems by Susan Howe », Daedalus, vol. 132, no 2,‎ printemps 2003, p. 113-117 (5 pages) (lire en ligne ),
- « Furious Calm », The Wallace Stevens Journal, vol. 28, no 2,‎ 2004, p. 133-137 (5 pages) (lire en ligne ),
- « The Collected Poems: The Next Fifty Years », The Wallace Stevens Journal, vol. 28, no 2,‎ 2004, p. 231-234 (4 pages) (lire en ligne )
- « Coming to Birth », Prairie Schooner, vol. 78, no 1,‎ printemps 2004, p. 59-60 (2 pages) (lire en ligne ),
- « The Pill on the Carpet », Prairie Schooner, vol. 78, no 1,‎ printemps 2004, p. 60-61 (2 pages) (lire en ligne ),
- « from "Souls of the Labadie Tract" », Ploughshares, vol. 33, no 4,‎ hiver 2006 - 2007, p. 81 (1 page) (lire en ligne ),
- « Rhododendron Glade, Kew Gardens », Prairie Schooner, vol. 82, no 4,‎ hiver 2008, p. 40-41 (2 pages) (lire en ligne ),
- « In Ireland, Meeting the Ghosts », Prairie Schooner, vol. 82, no 4,‎ hiver 2008, p. 39-40 (2 pages) (lire en ligne ),
- « Choir answers to Choir: Notes on Jonathan Edwards and Wallace Stevens », Chicago Review, vol. 54, no 4,‎ printemps 2009, p. 51-61 (11 pages) (lire en ligne ),
- « Sorting Facts; or, Nineteen Ways of Looking at Marker », Framework: The Journal of Cinema and Media, vol. 53, no 2,‎ 2012, p. 380-428 (49 pages) (lire en ligne ),
- « Cobbled », Southwest Review, vol. 97, no 4,‎ 2012, p. 535 (1 page) (lire en ligne ),
- « Echolalia in Mrs Piper », Chicago Review, vol. 56, no 4,‎ hiver 2012, p. 5-21 (17 pages) (lire en ligne ),
- « Gaussian », Chicago Review, vol. 56, no 4,‎ hiver 2012, p. 24 (1 page) (lire en ligne ),
- « Aliens », BYU Studies Quarterly, vol. 54, no 3,‎ 2015, p. 180 (1 page) (lire en ligne ),
- « Advice from the Grackle », Poetry, vol. 207, no 1,‎ octobre 2015, p. 74 (1 page) (lire en ligne ),
- « What Is a Grackle? », Poetry, vol. 207, no 1,‎ octobre 2015, p. 72-73 (2 pages) (lire en ligne ),
- « Postmodern Colorado », The Antioch Review, vol. 75, no 2,‎ printemps 2017, p. 178-179 (2 pages) (lire en ligne ),
- « The Demands of Poetry », BYU Studies Quarterly, vol. 58, no 1,‎ 2019, p. 117-136 (20 pages) (lire en ligne ),

#### Années 2020-2029
- « Editor’s Introduction », BYU Studies Quarterly, vol. 59, no 3,‎ 2020, p. 5-9 (5 pages) (lire en ligne ),
- « All Things Sing Praise », BYU Studies Quarterly, vol. 60, no 1,‎ 2021, p. 128 (1 page) (lire en ligne ),
- « The American Political Animal », BYU Studies Quarterly, vol. 61, no 1,‎ 2022, p. 212 (1 page) (lire en ligne ),
- « Moo at the Moon », BYU Studies Quarterly, vol. 61, no 1,‎ 2022, p. 76 (1 page) (lire en ligne ),

### Traductions en français
- Marginalia de Melville (trad. Bernard Rival, Bénédicte Vilgrain, Richard Sieburth), Courbevoie, Hauts de Seine, Théâtre typographique, 1997, 82 p. (ISBN 9782909657073)
- Deux et : times two (trad. Bernard Rival et Bénédicte Vilgrain), Courbevoie, Hauts de Seine, Théâtre Typographique, 15 novembre 1998, 108 p. (ISBN 9782909657103)
- Thorow : suivi de Héliopathie (trad. Bernard Rival), Courbevoie, Hauts de Seine, Théâtre typographique, 2002, 92 p. (ISBN 9782909657226),
- Mon Emily Dickinson Broché (trad. Antoine Cazé, préf. Eliot Weinberger), Ypsilon Editeur, 8 mai 2017, 257 p. (ISBN 9782356540744),
- La marque de naissance (trad. Antoine Cazé), Ypsilon, 12 avril 2019, 288 p. (ISBN 9782356540898),
- Il n'y a pas assez de feuilles (trad. Antoine Cazé), Ypsilon Editeur, 22 octobre 2021, 224 p. (ISBN 9782356541031),

## Regards sur son œuvre

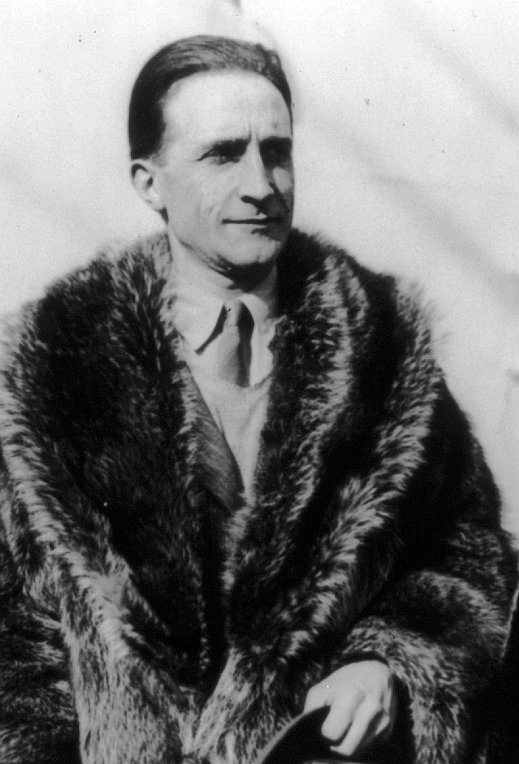
Marcel Duchamp.

Selon Peter Nicholls il est nécessaire de prendre en compte le fait que si Susan Howe est avant une poète, elle est aussi une historienne dans la lignée d'auteurs qui va d'Ezra Pound à Charles Olson, qui ont une conscience aiguë de l'histoire américaine telle qu'exposée dans les livres qui offre une version policée de l'histoire américaine. Pour Susan Howe, l'histoire académique est faussée par les préjugés des auteurs, préjugés liés à leur situation sociale avec ce qu'elle offre de privilèges. Selon ses propos exprimés dans son essai The Birth-Mark, elle est entrée par effraction dans l'historiographie américaine pour comprendre la part de sauvagerie, de violence ignorées, car inquiétantes afin de l'exprimer.
Cette relecture de l'histoire américaine est également reprise la professeure de littérature anglaise Miriam Marty Clark, notamment par le poids du puritanisme sur la rédaction de l'histoire américaine, puritains qui furent heurtés par la violence et la sauvagerie lors de leur entreprise de colonisation. Reprendre l'écriture de l'histoire en intégrant la violence et la sauvagerie nécessite une nouvelle manière d'écrire reflétant l'approche du poète et son expérience, tel que exposées par Heidegger et selon les apports de la sémiotique de Peirce.
Son écriture dans la lignée de Emily Dickinson, Charles Olson, est entre poésie et prose, images et mots, histoire et fiction, paroles et écriture, elle fait partie des figures majeures de la poésie américaine contemporaine,.

Au delà des États-Unis son œuvre et son esthétique repris par des personnes aussi différentes que Walter Benjamin, Julia Kristéva ou Michel Serres.

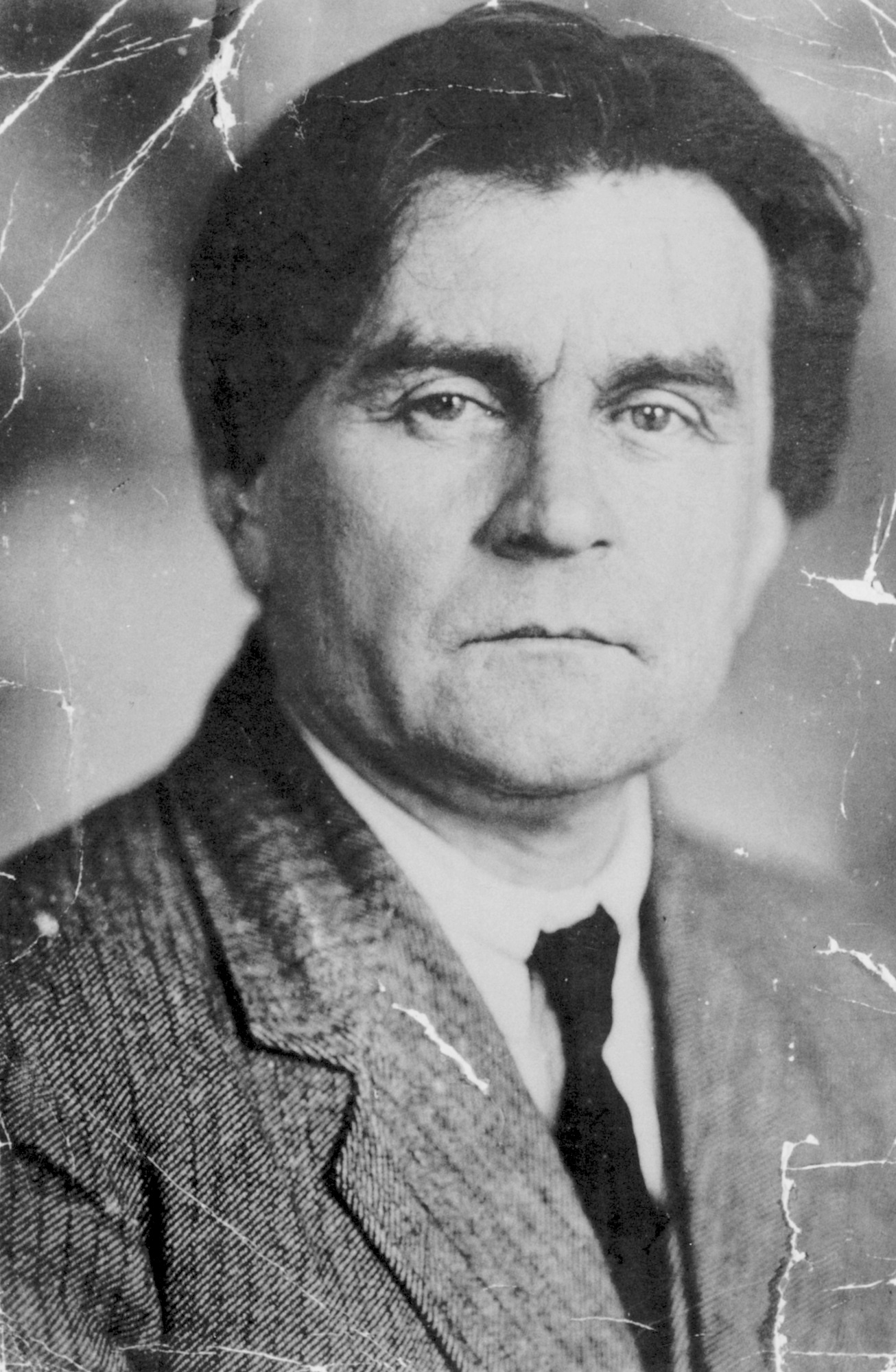
Kasimir Malevitch.

Selon le critique britannique David Arnold, Susan Howe est fascinée par l'héritage des Puritains qui se sont installés dans la Nouvelle Angleterre durant le XVIIe siècle, héritage qui persiste dans la littérature américaine, notamment à travers les œuvres d'Emily Dickinson, Herman Melville ou Henry David Thoreau.
La critique littéraire américaine Susan M. Schultz (en) dans son livre A Poetics of Impasse in Modern and Contemporary American Poetry, reprend la thématique de la fascination de Susan Howe vis à vis de l'histoire, à la recherche des non dits concernant la parole des femmes, le colonialisme, l'impérialisme. Et comme David Arnold reprend sa fascination de l'héritage des Puritains et de son impact sur l'histoire américaine et la culture américaine.
Parmi ses influences, on peut noter Robert Duncan, Charles Olson, William Carlos Williams, et Hart Crane pour ses influences contemporaines, mais aussi les femmes dissidentes telles que Emily Dickinson, déjà citée, Anne Hutchinson, Mary Rowlandson, Esther Johnson (en) (la confidente et amie de Jonathan Swift), ou le personnage de Cordelia (Le Roi Lear) (en) de la pièce de Shakespeare Le Roi Lear, et Mary Dryer.

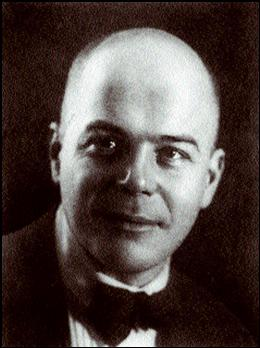
Viktor Shklovsky.

Selon Kapalan P. Harris, et Catherine Cucinella, les premiers écrits de Susan Howe plongent leurs racines dans les fondateurs du minimalisme Marcel Duchamp, Kasimir Malevitch et Ad Reinhardt, et le formalisme russe de Victor Chklovski. Marcel Duchamp serait l’inspiration fondamentale de son premier recueil de poèmes Hinge Picture (1974), et Kasimir Malevitch le principal sujet de son premier essai The End of Art , publié en 1974 dans Archives of American Art,.
L'écriture de Susan Howe, désarticulée, usant une syntaxe fragmentée, de mots balbutiants, altérés, utilisant la sonorité, de l'euphonie déformant l'orthographe, son inscription de lignes de mots selon des orientations diverses, sa difficulté de la parole qui disparaît dans la structure de l'écriture, son usage de l'ellipse des collages, la mise à distance de l'usage immédiat de la langue sont autant de pratiques dérivées du concept de défamiliarisation théorisé par Victor Chklovski.

## Prix et distinctions
- 1981 : lauréate de l'American Book Awards décerné par la Before Columbus Foundation[26],
- 1985 : lauréate de l'International Book of the Year décerné par le Times Literary Supplement pour le livre My Emily Dickinson[27],[55],
- 1986 : lauréate de l'American Book Awards[26],
- 1996 : boursière de la fondation John-Simon Guggenheim[56],
- 1999 : élue membre de l'American Academy of Arts and Sciences[27],[57],
- 2001 : élue chancelière du conseil d'administration de l'Academy of American Poets, fonction qu'elle occupe jusqu'en 2006[27],[58],
- 2003 : nomination au poste de Professeur émérite de la SUNY university[59],[60]
- 2011 : lauréate du Bollingen Prize (en) décerné par la Bibliothèque Beinecke de livres rares et manuscrits de l'université Yale[28],[31],
- 2017 : récipiendaire de la médaille Robert Frost décernée par la Poetry Society of America[29]
- 2018 : lauréate du Griffin Poetry Prize (en), pour son recueil de poésie Debths[30],